# Turkey Run State Park

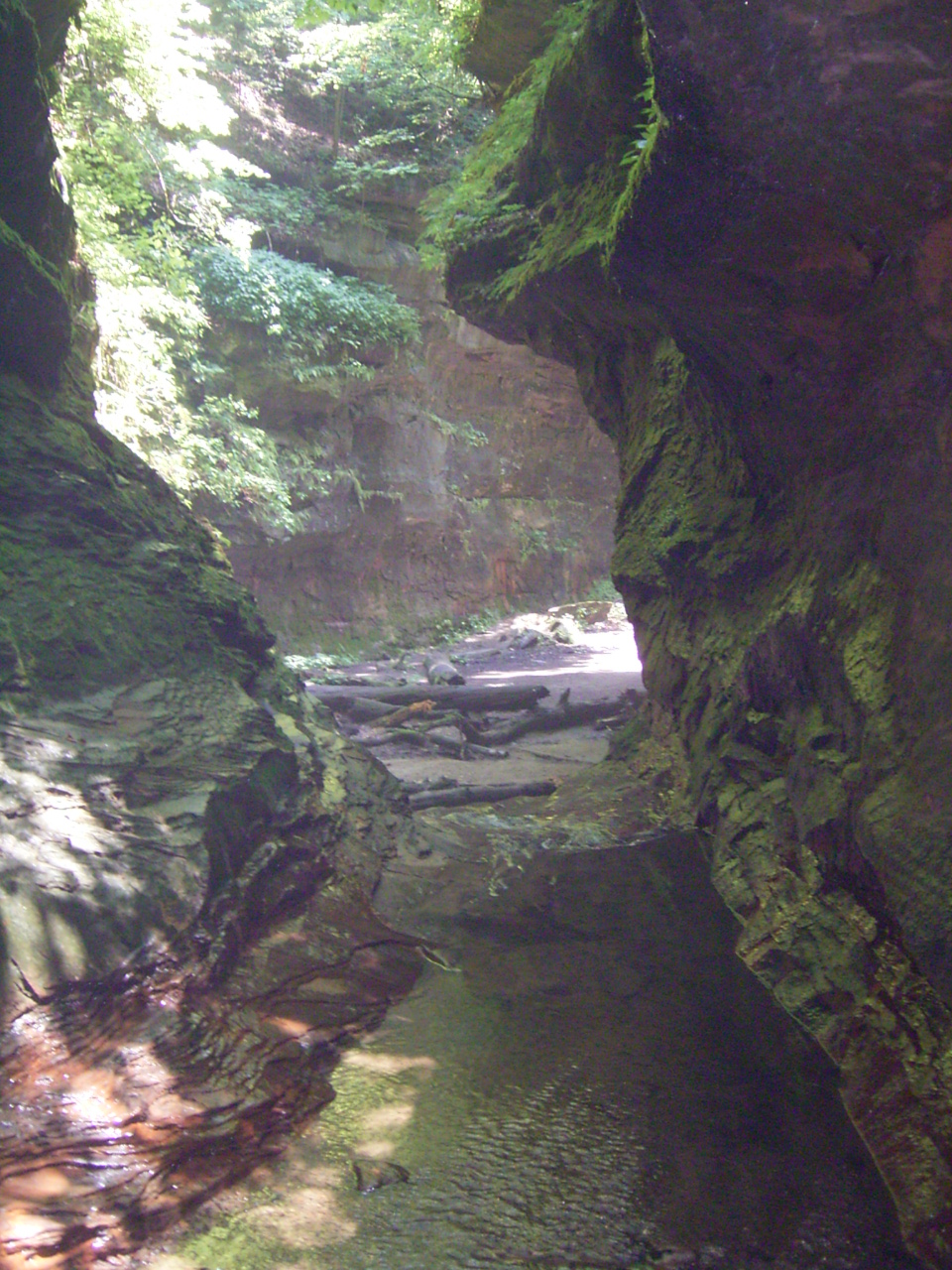
Schlucht im State Park

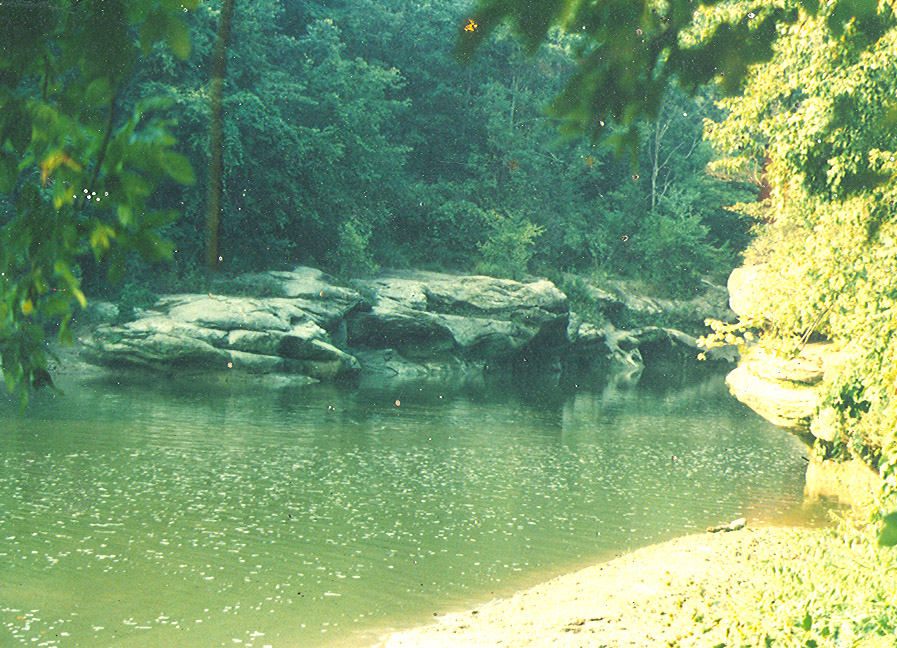
Steinformationen entlang des Sugar Creek

Der Turkey Run State Park befindet sich im Parke County des US-Bundesstaats Indiana. Gegründet als Indianas zweiter State Park im Jahr 1916, beherbergt er seit 1919 das Turkey Run Inn. Insgesamt erstreckt sich seine Fläche über 953 Hektar.
Sowohl der Turkey Run State Park als auch der Shades State Park liegen am Sugar Creek. Beide besitzen tiefe Schluchten, die durch das Einschneiden des Turkey Runs in das Flussbett aus Sandstein entstanden. Der Kontrast zwischen durch Gletscherbewegungen entstanden Flachebenen und den plötzlichen tiefen Schluchten zieht regelmäßig Besucher an. Wanderer können die verschiedenen Gehwege des Parks nutzen. Eine Hängebrücke verbindet die beiden Ufer des Flusses.